# Marszewo (Goleniów)
Marszewo (deutsch Marsdorf) ist ein Dorf im Westen der polnischen Woiwodschaft Westpommern. Es ist der Stadt- und Landgemeinde Goleniów (Gollnow) im Powiat Goleniowski angegliedert.

## Geographische Lage
Marszewo liegt in Hinterpommern. Das Dorf liegt ca. 5 km östlich vom Zentrum der Kreisstadt Goleniów (Gollnow) an einer Straße, die im Ostteil der Ortschaft endet. Sie befindet sich etwa 28 km nordöstlich von der Hauptstadt der Woiwodschaft Westpommern Stettin (Szczecin) und 55 km südlich der Ostseeküste.
Angrenzende Ortsteile der Gemeinde sind (im Uhrzeigersinn) die Stadt Goleniów (Gollnow), Żółwia Błoć (Barfußdorf), Glewice (Glewitz), Imno (Immenthal) und Budno (Buddenhof). Die Grenze im Süden zu Budno wird großteils durch die Bahnstrecke Koszalin–Goleniów gebildet.

## Ortsname
Der Name Marsdorf wurde bereits bei der Schwedischen Landesaufnahme von Vorpommern im Jahr 1694 gebraucht. Die seit 1945 eingeführte polnische Bezeichnung Marszewo kommt in Polen häufig vor.

## Geschichte

Marsdorf südwestlich der Stadt Regenwalde an der Rega (Rega fluvius) und südwestlich der Stadt Naugard (Neugarten) auf der Lubinschen Karte des Herzogtums Pommern von 1618 (Ausschnitt).

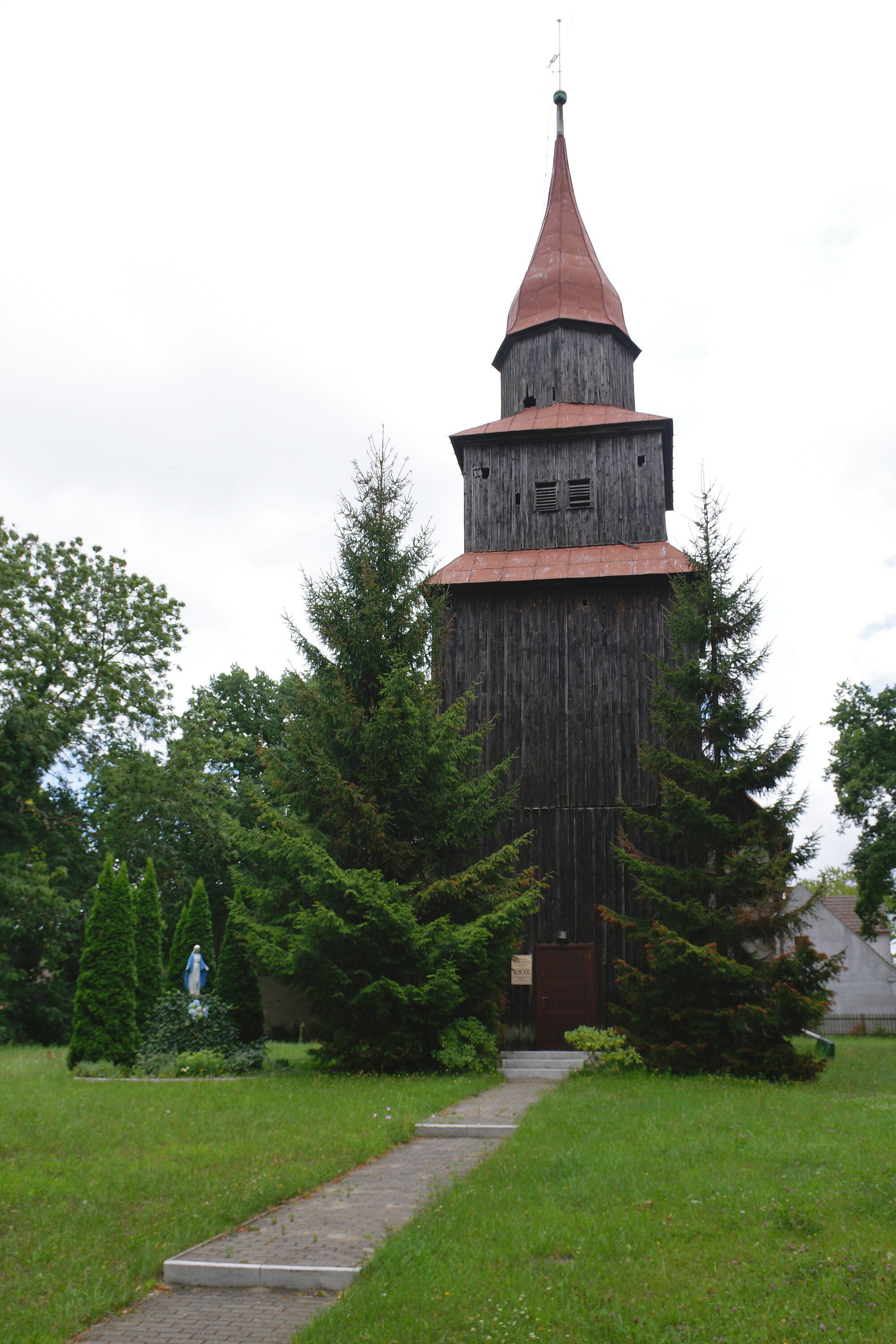
Dorfkirche (bis 1945 evangelisch).

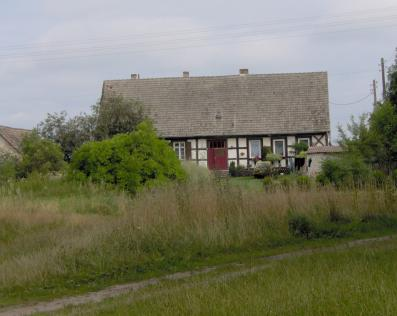
Fachwerkhaus im Dorf

Marsdorf wird 1325 erstmals erwähnt.
Im Südosten von Marszewo befand sich ein Forstgut mit einer Größe von 731 Hektar (Stand 1939). Dieses gehörte bis zum Ende des Zweiten Weltkriegs zum Stettiner Marienstift.
Das Dorf wurde ähnlich einem Oval angelegt und entspricht damit einem Angerdorf. Am östlichen Ende befindet sich die Kirche.
Seit dem 1. Januar 1818 gehörte Marsdorf zum Landkreis Naugard im Regierungsbezirk Stettin der preußischen Provinz Pommern. Zuvor war es dem Landkreis Randow zugehörig. Spätestens 1908 gehört Marsdorf mit den Landgemeinden Barfußdorf, Gollnowshagen, Münchendorf und den Gutsbezirk Marsdorf, Forst, zum Amtsbezirk Barfußdorf.
Anfang der 1930er Jahre standen auf dem 17,5 km² großen Gemeindegebiet Marsdorfs an den drei Wohnplätzen
- Forsthaus Marsdorf
- Haltestelle Speck
- Marsdorf

insgesamt 61 bewohnte Wohnhäuser. Marsdorf war der Hauptwohnort der Gemeinde Marsdorf.
Gegen Ende des Zweiten Weltkriegs besetzte im Frühjahr 1945 die Rote Armee die Region. Bald darauf wurde das Gebiet unter polnische Verwaltung gestellt. Das deutsche Dorf Marsdorf wurde in Marszewo umbenannt. In der darauf folgenden Zeit wurden die Einwohner vertrieben.
Seit 1945 ist Marszewo ein Teil der Stadt- und Landgemeinde Goleniów im Powiat Goleniowski in der Woiwodschaft Westpommern. Bis 1998 gehörte es der Woiwodschaft Stettin an.

## Einwohnerzahlen
| Jahr | Anzahl Einwohner | Anmerkungen                                   |
| ---- | ---------------- | --------------------------------------------- |
| 1734 | 110–130          | [ 5 ]                                         |
| 1871 | 390              | [ 5 ]                                         |
| 1905 | 313              | [ 5 ]                                         |
| 1910 | 324              | [ 6 ]                                         |
| 1925 | 326              | darunter 322 Evangelische und zwei Katholiken |
| 1933 | 327              | [ 7 ]                                         |
| 1939 | 315              | [ 7 ]                                         |
| 2000 | 190              |                                               |

## Kirche
Marsdorf war fast ausnahmslos evangelisch geprägt. 1925 zählten fast 99 % der Bevölkerung zu den Protestanten. Die Gemeinde Marsdorf gehörte dem evangelischen Kirchspiel Barfußdorf an.
Seit 1945 überwiegt die katholische Bevölkerung in Marszewo.

## Verkehr
Seit Ende Dezember 2011 durchquert die DW 113 das westliche Gebiet von Marszewo. Sie ist eine Ortsumgehung von Goleniów und führt auf die DK6. Im Süden von Marszewo führt die Bahnstrecke Koszalin–Goleniów ohne einen Halt entlang. Nur 1,5 km vom Dorfzentrum befindet sich die Start- und Landebahn des Flughafens Stettin-Goleniów im ehemaligen Marsdorfer Forst.